# Karamürsel (district)
Karamürsel is een Turks district in de provincie Kocaeli en telt 48.831 inwoners (2007). Het district heeft een oppervlakte van 289,2 km². Het district ligt aan de zuidelijke kustlijn van de golf van İzmit.
De bevolkingsontwikkeling van het district is weergegeven in onderstaande tabel.
| 1997   | 2000   | 2007   |
| ------ | ------ | ------ |
| 46.876 | 48.508 | 48.831 |

## Geboren
- Merih Demiral (1998), voetballer